# Эндергонические реакции
Эндергонические реакции (от греч. ένδον — внутри, внутренний и греч. έργον — работа, действие), также несамопроизвольные реакции — согласно второму началу термодинамики это химические реакции, для протекания которых необходим приток энергии извне. Величина свободной энергии Гиббса таких реакций всегда положительная, т.е. ΔG° > 0.  Эндергонические реакции сопряжены с экзергоническими реакциями, и не могут осуществляться в принципе без них. Примером таких реакций может служить процесс разделения воздуха на кислород и азот, где обязательно требуется затратить энергию,
а также анаболические процессы, протекающие в живых организмах: биосинтез белка, глюконеогенез, синтез жирных кислот, синтез АТФ и многие другие.

## Термодинамическое описание
Ввиду того, что величина ΔG°>0, то эндергонические реакции не могут протекать самопроизвольно, они термодинамически невыгодны. Поэтому, для осуществления таких реакций требуется приток энергии. Если же абсолютное значение величины ΔG° велико, то такие процессы вообще не будут протекать. Константа равновесия эндергонических реакций связана со значением величины свободной энергии Гиббса следующим уравнением:
{\displaystyle K=e^{-{\frac {\Delta G^{\circ }}{RT}}}}
где T — абсолютная температура, R — универсальная газовая постоянная равная 8,3144 Дж/(моль*К). Учитывая, что значение величины ΔG°>0, то константа равновесия будет меньше 1. 
{\displaystyle {\Delta G^{\circ }}>0\,}
{\displaystyle K<1\,}
Вследствие этого, такие реакции протекают справа налево (обратная реакция), то есть равновесие сильно смещено в сторону исходных реагентов.